# Ángel Piqueras
Ángel Piqueras (Requena, 30 november 2006) is een Spaans motorcoureur.

## Carrière
In 2022 reed Piqueras in de JuniorGP, waarin hij voor het Team Estrella Galicia 0,0 op een Honda reed. Hij behaalde drie podiumplaatsen op het Circuit Ricardo Tormo Valencia, het Circuito Permanente de Jerez en het Misano World Circuit Marco Simoncelli. Met 105 punten werd hij vijfde in het eindklassement. Tevens nam hij dat jaar deel aan de FIM MotoGP Rookies Cup. Hij won twee races op de Sachsenring en de Red Bull Ring. Daarnaast stond hij in vijf andere races op het podium. Met 184 punten werd hij vierde in deze klasse.
In 2023 reed Piqueras opnieuw in de JuniorGP op een Honda. Hij won vier races: twee op Valencia en een op zowel Jerez als het Motorland Aragón. Tevens stond hij in vijf andere races op het podium. Met 220 punten werd hij gekroond tot kampioen in de klasse. In de Rookies Cup won hij negen van de veertien races; twee op het Autódromo Internacional do Algarve, het Circuit Bugatti en het TT Circuit Assen en een op Jerez, de Red Bull Ring en Misano. Daarnaast stond hij nog viermaal op het podium. Met 318 punten won hij ook hier overtuigend de titel.
In 2024 stapt Piqueras over naar de Moto3-klasse van het wereldkampioenschap wegrace, waarin hij voor Leopard Racing op een Honda gaat rijden.

## Statistieken

### Grand Prix

#### Per seizoen
| Seizoen | Klasse | Motor  | Team                      | Races | Winst | Podiums | Poles | SR | Ptn | Pos |
| ------- | ------ | ------ | ------------------------- | ----- | ----- | ------- | ----- | -- | --- | --- |
| 2024    | Moto3  | Honda  | Leopard Racing            | 20    | 1     | 4       | 1     | 1  | 153 | 8e  |
| 2025*   | Moto3  | KTM    | Frinsa – MT Helmets – MSi | 13    | 3     | 4       | 0     | 2  | 168 | 2e  |
| Totaal  | Totaal | Totaal | Totaal                    | 33    | 4     | 9       | 1     | 3  | 321 |     |

#### Per klasse
| Klasse | Seizoenen  | 1e GP      | 1e podium      | 1e winst        | Races | Winst | Podiums | Poles | SR | Ptn | Kampioen |
| ------ | ---------- | ---------- | -------------- | --------------- | ----- | ----- | ------- | ----- | -- | --- | -------- |
| Moto3  | 2024-heden | Qatar 2024 | Amerika's 2024 | San Marino 2024 | 32    | 3     | 8       | 1     | 3  | 296 | 0        |
| Totaal | 2024-heden | 2024-heden | 2024-heden     | 2024-heden      | 32    | 3     | 8       | 1     | 3  | 296 | 0        |

#### Races per jaar
(vetgedrukt betekent pole positie; cursief betekent snelste ronde)
| Jaar | Klasse | Motor | 1      | 2       | 3     | 4      | 5      | 6       | 7       | 8     | 9     | 10      | 11    | 12      | 13    | 14    | 15    | 16      | 17     | 18      | 19      | 20    | 21  | 22  | Pos | Ptn  |
| ---- | ------ | ----- | ------ | ------- | ----- | ------ | ------ | ------- | ------- | ----- | ----- | ------- | ----- | ------- | ----- | ----- | ----- | ------- | ------ | ------- | ------- | ----- | --- | --- | --- | ---- |
| 2024 | Moto3  | Honda | QAT 12 | POR DNF | AME 3 | SPA 10 | FRA 10 | CAT 12  | ITA 11  | NED 8 | DUI 5 | GBR DNF | OOS 4 | ARA DNF | SMR 1 | EMI 2 | INA 4 | JPN DNF | AUS 10 | THA DNF | MAL DNF | SOL 3 |     |     | 8   | 153  |
| 2025 | Moto3  | KTM   | THA 12 | ARG 1   | AME 4 | QAT 1  | SPA 2  | FRA DNF | GBR DNF | ARA 6 | ITA 7 | NED 5   | DUI 4 | TSJ 4   | OOS 1 | HON   | CAT   | SMR     | JPN    | INA     | AUS     | MAL   | POR | VAL | 2*  | 168* |

* Seizoen nog bezig.